# Audi Allroad Quattro
La Audi Allroad Quattro (a volte chiamata A6 Allroad, A6 Allroad Quattro o semplicemente Allroad) è un'autovettura crossover SUV (avente interni da station wagon ma anche caratteristiche da SUV) prodotta in quattro generazioni dalla casa automobilistica tedesca Audi a partire dal 2000. Si tratta di una versione offroad della Audi A6 Avant (la versione station wagon della A6).

## Prima generazione
La prima serie della Allroad era basata sulla versione Avant della seconda serie della A6, e ne riprendeva gli interni da station wagon. Era dotata di trazione integrale permanente quattro, di una maggior altezza da terra con sospensioni pneumatiche adattive ad aria regolabili su quattro altezze fino a poter portare la distanza dal suolo della vettura a 185 mm, di vistose protezioni in plastica sulla carrozzeria, di un grosso scudo protettivo del sottoscocca e, in alcune versioni, delle marce ridotte. Si trattava quindi di un modello in grado di viaggiare su terreni accidentati, anche se comunque non ai livelli di un vero fuoristrada. Questa prima generazione non recava la sigla A6 pur essendovi strettamente imparentata sul piano tecnico, per cui la casa di Ingolstadt non la incluse mai nella gamma A6, ma venne considerata come un modello a parte, in ogni caso sempre ufficialmente presente nel listino Audi. Le concorrenti sul mercato della Allroad sono la Volvo XC70 (versione offroad della Volvo V70) e la Subaru Outback (derivata dalla Subaru Legacy). 

### Motorizzazioni
| Modello          | Disponibilità       | Motore  | Cilindrata (cm³) | Potenza         | Coppia Massima (Nm) | Emissioni CO2 (g/Km) | 0–100 km/h (secondi) | Velocità max (Km/h) | Consumo medio (Km/l) |
| 2.7 Turbo        | dal debutto al 2006 | Benzina | 2671             | 184 kW (250 Cv) | 350                 | 310                  | 7.4                  | 236                 | 7.4                  |
| 4.2 V8 Tiptronic | dal 2003 al 2006    | Benzina | 4163             | 220 kW (300 Cv) | 380                 | 329                  | 7.2                  | 240                 | 6.8                  |
| 2.5 TDI/163 Cv   | dal 2002 al 2006    | Diesel  | 2496             | 120 kW (163 Cv) | 310                 | 235                  | 10.4                 | 203                 | 10.9                 |
| 2.5 TDI/180 Cv   | dal debutto al 2006 | Diesel  | 2496             | 132 kW (180 Cv) | 370                 | 238                  | 9.5                  | 207                 | 10.6                 |

## Seconda generazione

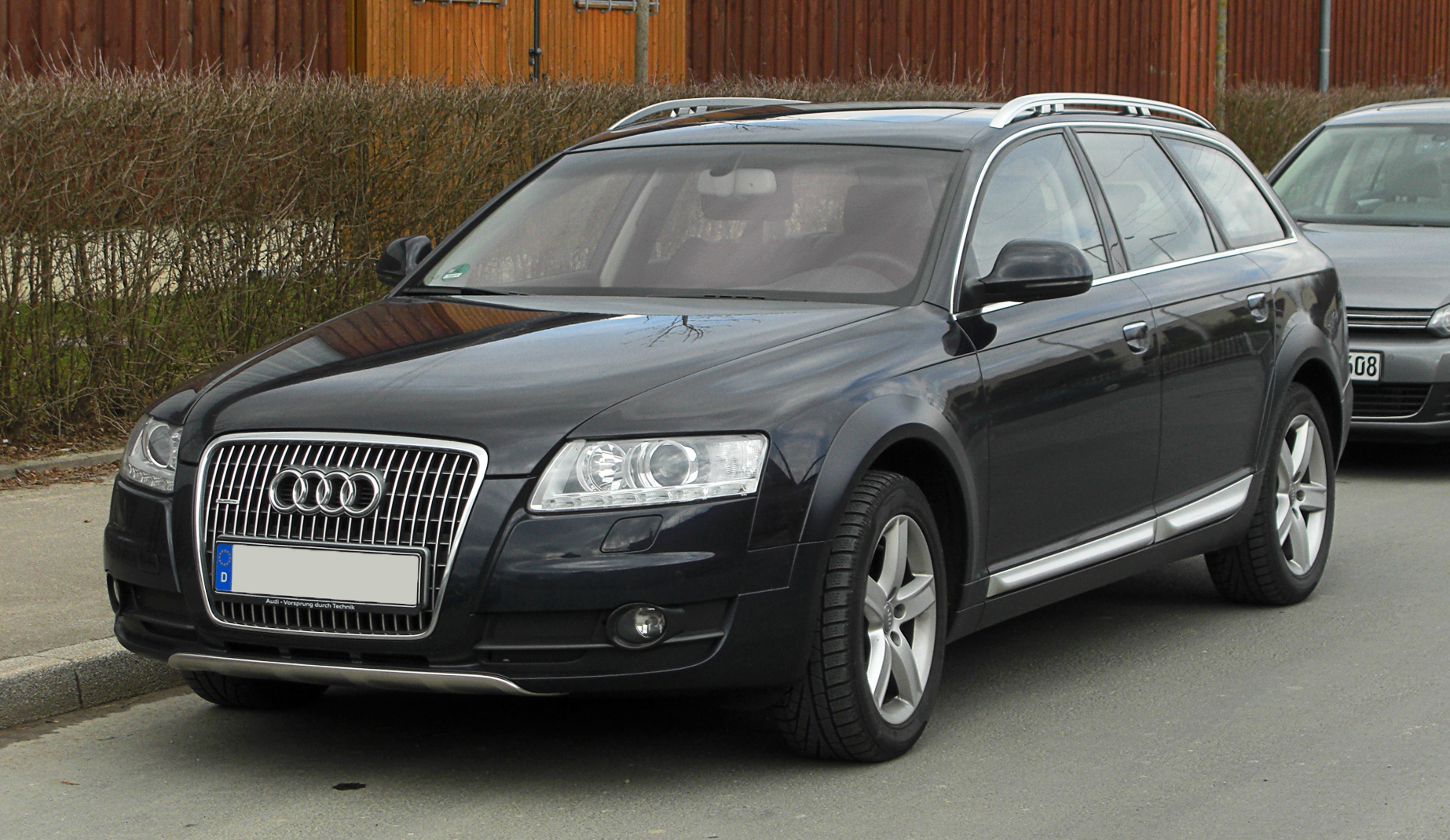
A6 Allroad seconda serie

La seconda serie della Allroad, chiamata quasi sempre A6 Allroad, in vendita dall'estate del 2006, è basata sulla versione Avant della A6 terza serie, di cui ha seguito l'evoluzione come derivata. Mantiene caratteristiche abbastanza simili alla serie precedente, ma rispetto a quest'ultima ha un aspetto più civile e un'impostazione comunque fuoristradistica ma anche più stradale. La modifica più evidente è l'aggiunta nel frontale della grande e vistosa calandra stile single-frame cromata, comune ormai a tutti i nuovi modelli Audi.
Il design si deve a Walter De Silva, e le dimensioni sono aumentate rispetto alla prima serie, raggiungendo i 4.934 cm di lunghezza, 1.862 cm di larghezza e 1.519 cm di altezza. Al contrario della precedente Allroad, questa nuova generazione recava invece la sigla A6 nella sua denominazione ufficiale, e così sarebbe stato anche per le successive generazioni di A6 Allroad, cosicché da questa generazione in poi, la Allroad venne inclusa nella gamma A6.

### Meccanica
Anche questa serie mantiene la trazione integrale permanente quattro, ma perde le marce ridotte. Sono ancora presenti le sospensioni pneumatiche adattive ad aria, che possono essere alzate da terra di ulteriori 60 mm per portare la distanza dal suolo della vettura a 185 mm, comandate dal sofisticato sistema MMI.
I motori, in comune con la A6, sono:
- 3.2 V6 FSI a benzina con iniezione diretta da 256 cavalli
- 3.0 V6 TFSI a benzina con iniezione diretta e compressore volumetrico da 290 CV
- 4.2 V8 FSI a benzina con iniezione diretta da 350 cavalli
- 2.7 V6 TDI diesel Common Rail da 190 cavalli
- 3.0 V6 TDI diesel Common Rail da 239 cavalli

### Motorizzazioni
| Modello                        | Disponibilità       | Motore  | Cilindrata (cm³) | Potenza         | Coppia Massima (Nm) | Emissioni CO2 (g/Km) | 0–100 km/h (secondi) | Velocità max (Km/h) | Consumo medio (Km/l) |
| 3.0 TFSI Tiptronic             | dal 2008            | Benzina | 2995             | 213 kW (290 Cv) | 420                 | 225                  | 6.3                  | 250                 | 9.8                  |
| 3.2 V6 FSI                     | dal debutto al 2008 | Benzina | 3123             | 188 kW (256 Cv) | 330                 | 262                  | 7.2                  | 242                 | 8.5                  |
| 4.2 V8 FSI Tiptronic           | dal debutto al 2010 | Benzina | 4163             | 257 kW (350 Cv) | 440                 | 257                  | 6.3                  | 250                 | 8.7                  |
| 2.7 TDI F.AP. Tiptronic        | dal debutto al 2008 | Diesel  | 2698             | 132 kW (179 Cv) | 380                 | 229                  | 9.3                  | 215                 | 11.0                 |
| 2.7 TDI 190 Cv F.AP. Tiptronic | dal 2008 al 2011    | Diesel  | 2698             | 140 kW (190 Cv) | 450                 | 199                  | 8.8                  | 218                 | 12.7                 |
| 3.0 V6 TDI F.AP.               | dal debutto al 2008 | Diesel  | 2967             | 171 kW (233 Cv) | 450                 | 221                  | 7.5                  | 231                 | 11.3                 |
| 3.0 TDI 240 Cv F.AP.           | dal 2008            | Diesel  | 2967             | 176 kW (239 Cv) | 500                 | 189                  | 7.2                  | 233                 | 13.3                 |

## Terza generazione

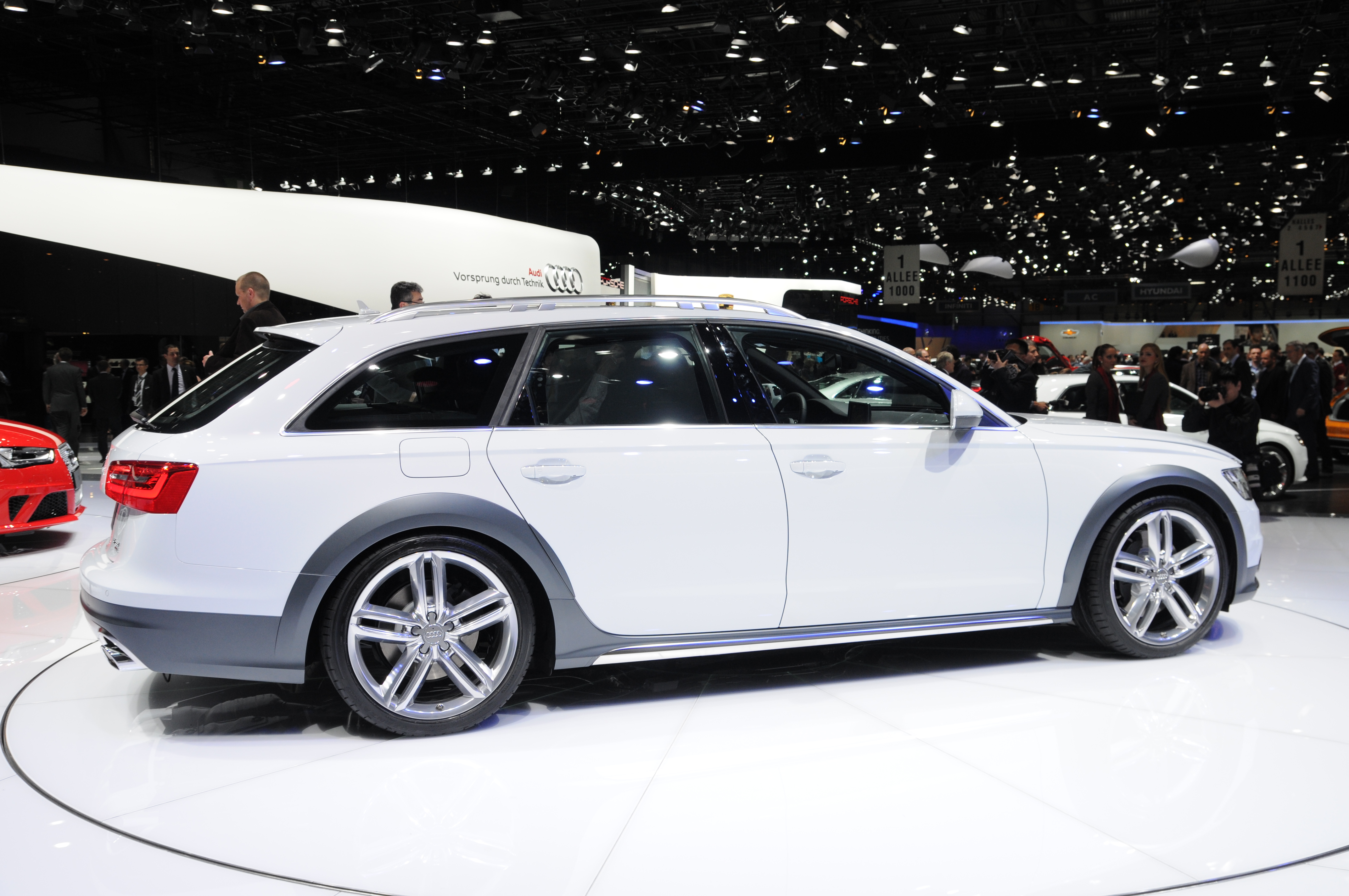
Audi A6 Allroad terza serie

Nei primi mesi del 2012 è stata messa in commercio la terza serie della Allroad, chiamata anch'essa A6 Allroad, basata sulla A6 Avant di quarta serie uscita un anno prima, che però non vede cambiamenti significativi nelle dimensioni. Gli interni sono gli stessi della A6 Avant tradizionale, come da sempre. La trazione è ancora integrale permanente, e sono sempre presenti le sospensioni pneumatiche comandate elettronicamente, che consentono di portare la carrozzeria alla distanza dal suolo di 6 centimetri in più rispetto alla A6 standard. I motori disponibili sono i più potenti tra quelli disponibili sulla A6:
- 3.0 V6 TFSI a benzina da 310 CV
- 3.0 V6 TDI diesel, disponibile in 3 livelli di potenza: 204, 245 e 313 CV

Il cambio è l'automatico sequenziale a 8 marce Tiptronic sulla 3.0 TDI da 313 CV, mentre sulle altre è di serie il robotizzato a doppia frizione a 7 rapporti S Tronic.

### Motorizzazioni
| Modello                  | Disponibilità | Motore  | Cilindrata (cm³) | Potenza         | Coppia Massima (Nm) | Emissioni CO2 (g/Km) | 0–100 km/h (secondi) | Velocità max (Km/h) | Consumo medio (Km/l) |
| 3.0 TFSI S               | dal debutto   | Benzina | 2995             | 228 kW (310 Cv) | 440                 | 206                  | 5.9                  | 250                 | 10.8                 |
| 3.0 TDI 204 Cv S         | dal debutto   | Diesel  | 2967             | 150 kW (204 Cv) | 450                 | 159                  | 7.5                  | 223                 | 16.1                 |
| 3.0 TDI 245 Cv S         | dal debutto   | Diesel  | 2967             | 180 kW (245 Cv) | 580                 | 165                  | 6.6                  | 236                 | 15.5                 |
| 3.0 TDI 313 Cv Tiptronic | dal debutto   | Diesel  | 2967             | 230 kW (313 Cv) | 650                 | 176                  | 5.6                  | 250                 | 14.5                 |

## Quarta generazione
La quarta generazione della A6 Allroad viene lanciata nel luglio del 2019 sulla base meccanica della quinta generazione dell'Audi A6, di cui riprende i caratteri stilistici, l'impostazione di tipo crossover e buona parte delle motorizzazioni, stavolta tutte microibride, cioè dotate di un alternatore reversibile con funzione di generatore e di motorino di avviamento, in grado anche di spingere autonomamente la vettura a basse velocità. La gamma motori prevede una sola unità a benzina, ossia un 3.0 turbo da 340 CV, e diversi motori diesel e più precisamente un 2.0 da 204 CV e un 3.0 declinato in più livelli di potenza (231, 286 e 349 CV). L'anno seguente al lancio, questi motori sono stati oggetto di aggiornamenti ed alcuni di essi hanno conosciuto alcune variazione nei dati prestazionali (il motore da 231 CV passa a 245 CV e il potente motore da 349 CV scende leggermente, fino a 344 CV). Le sospensioni sono sempre di tipo pneumatico e la trazione è sempre integrale, ma quest'ultima porta una significativa novità in abbinamento al motore 2 litri diesel, per il quale viene prevista la trazione integrale inseribile a gestione elettronica, un sistema denominato quattro Ultra.